# كأس فرنسا 2008–09
كأس فرنسا 2008–09 (بالفرنسية: Coupe de France de football 2008-2009)‏ هو الموسم 92 من كأس فرنسا. أشرف على تنظيمه اتحاد فرنسا لكرة القدم، وكان عدد الأندية المشاركة فيه 5.990، وفاز فيه نادي غانغون.